# 張思安
張思安（1390年—？），字克讓，直隸常州府無錫縣在城西南隅第三圖人，明朝政治人物。進士出身。

## 生平
應天府鄉試六十六名。永樂十年（1412年）壬辰科會試七十三名，殿試登進士第二甲第二十三名。

## 家族
曾祖張壽之。祖父張得甫。父亲張文顯。